# Моллаева, Керимат Магама кызы
Керимат Магама кызы Моллаева (азерб. Kərimət Mahama qızı Mollayeva; 1 июня 1920, Закатальский уезд — ?) — советский азербайджанский табаковод, Герой Социалистического Труда (1949).

## Биография
Родилась 1 июня 1920 года в селе Мешашамбул Закатальского уезда Азербайджанской ССР (ныне село в Белоканском районе).
С 1937 года — колхозница, звеньевая колхоза «Советская Грузия» (бывший имени Низами) Белоканского района. В 1948 году получила урожай табака сорта «Трапезонд» 26 центнеров с гектара на площади 3 гектара.
Указом Президиума Верховного Совета СССР от 1 июля 1949 года за получение в 1948 году высоких урожаев табака Моллаевой Керимат Магама кызы присвоено звание Героя Социалистического Труда с вручением ордена Ленина и золотой медали «Серп и Молот».
Активно участвовала в общественной жизни Азербайджана. Член КПСС с 1949 года. Депутат Верховного Совета Азербайджанской ССР 2-го созыва.
С 1971 года — пенсионер союзного значения, с 2002 года — президентский пенсионер.